# Plantago algarbiensis
Plantago algarbiensis é uma espécie de planta com flor pertencente à família Plantaginaceae. 
A autoridade científica da espécie é Samp., tendo sido publicada em Apend. Lista Espec. Herb. Portug. 10 (1914).

## Portugal
Trata-se de uma espécie presente no território português, nomeadamente em Portugal Continental.
Em termos de naturalidade é endémica da Península Ibérica.

## Protecção
Encontra-se protegida por legislação portuguesa ou da Comunidade Europeia, nomeadamente pelo Anexo II e IV da Directiva Habitats.